# St. Lucie River
St. Lucie River ist ein Fluss in Florida. Er ist ein Nebenfluss des Indian River. Er ist 11 km lang und durchfließt die Countys St. Lucie County und Martin County.